# Theodor Haller
 (décembre 2021).
Si vous disposez d'ouvrages ou d'articles de référence ou si vous connaissez des sites web de qualité traitant du thème abordé ici, merci de compléter l'article en donnant les références utiles à sa vérifiabilité et en les liant à la section « Notes et références ».
Theodor Haller (né le 2 avril 1915 à Winterthour, mort le 30 juin 2003 à Xàbia) est un journaliste suisse.

## Biographie
Theodor Haller suit des études d'histoire dans les années 1930. Après la Seconde Guerre mondiale, en 1947, il devient reporter à la Schweizer Radio DRS. Il travaille à Londres et se fait connaître correspondant de la capitale britannique à la radio et pour des journaux suisses. Entre 1958 et 1983, il commente pour RDS le Concours Eurovision de la chanson et des grands événements comme le couronnement d'Élisabeth II. Dans les années 1960, il a sa propre émission à la télévision, Big Ben, où il fait découvrir le Royaume-Uni.
Après sa retraite en 1981, il s'installe en Espagne. En 1982, il est fait officier de l'ordre de l'Empire britannique. En 1986, il fait son retour à la télévision pour commenter le mariage du prince Andrew d'York avec Sarah Ferguson.